# Nearly Divorced
Nearly Divorced è un cortometraggio del 1929 diretto da Lowell Sherman.

## Produzione
Il film fu prodotto dalla Metro-Goldwyn-Mayer (MGM) (controlled by Loew's Incorporated)

## Distribuzione
Distribuito dalla Metro-Goldwyn-Mayer (MGM), il film uscì nelle sale cinematografiche USA il 19 gennaio 1929.